# Румунија на Светском првенству у атлетици на отвореном 2013.
Румунија је на Светском првенству у атлетици на отвореном 2013. одржаном у Москви од 10. до 18. августа, учествовала четрнаести пут, односно учествовала је на свим првенствима до данас. Румунија је пријавила деветнаест учесника (5 мушкараца и 14 жена) у петнаест дисциплина. Такмичарка у маратону Симона Максим није у стартној листи тако да је репрезентацију Румуније представљало осамнаест такмичара у четрнаест дисциплина.,
Такмичари Румуније нису освојили ни једну медаљу али су поставили један национални рекорд, два лична рекорда и три лична рекорда сезоне. У табели успешности према броју и пласману такмичара који су учествовали у финалним такмичењима (првих 8 такмичара) Румунија је са два такмичара у финалу делила 43 место са 5 бодова.
| Плас. | Земља    | 1. место | 2. место | 3. место | 4. место | 5. место | 6. место | 7. место | 8. место | Бр. финал. | Бод. |
| ----- | -------- | -------- | -------- | -------- | -------- | -------- | -------- | -------- | -------- | ---------- | ---- |
| =43.  | Румунија | 0        | 0        | 0        | 0        | 0        | 1        | 1        | 0        | 2          | 5    |

## Учесници
| Мушкарци: - Маријус Јонеску — Маратон - Marius Cocioran — Ходање 50 км - Mihai Donisan — Скок увис - Адриан Василе — Скок удаљ - Маријан Опреа — Троскок | Жене: - Andreea Ogrăzeanu — 200 м - Бјанка Разор — 400 м, 4 х 400 м - Elena Mirela Lavric — 800 м, 4 х 400 м - Ioana Doagă — 1.500 м - Анкута Бобокел — 3.000 м препреке - Alina Andreea Panainte — 4 х 400 м - Аделина Пастор — 4 х 400 м - Sanda Belgyan — 4 х 400 м - Camelia Florina Gal — 4 х 400 м - Анка Хелтне — Бацање кугле - Николета Грасу — Бацање диска - Бјанка Перије — Бацање кладива - Eliza Toader — Бацање копља |  |

## Резултати

### Мушкарци
| Атлетичар       | Дисциплина   | Лични рекорд        | Квалификације | Квалификације | Полуфинале   | Полуфинале  | Финале               | Финале       | Детаљи |
| Атлетичар       | Дисциплина   | Лични рекорд        | Резултат      | Место         | Резултат     | Место       | Резултат             | Место        | Детаљи |
| --------------- | ------------ | ------------------- | ------------- | ------------- | ------------ | ----------- | -------------------- | ------------ | ------ |
| Маријус Јонеску | Маратон      | 2:13:33             |               |               |              |             | 2:18:31              | 26 / 50 (70) |        |
| Marius Cocioran | 50 км ходање | 3:57:52 НР          | 4:04:23       | 40 / 46 (61)  |              |             |                      |              |        |
| Mihai Donisan   | Скок увис    | 2,31                | 2,26 ЛРС      | 9. у гр А     |              |             | Није се квалификовао | 16 / 55 (45) |        |
| Адриан Василе   | Скок удаљ    | 8,11                | 7,52          | 12. у гр Б    | 25 / 28 (29) |             | Није се квалификовао |              |        |
| Маријан Опреа   | Троскок      | 17,81 (+1.0 м/с) НР | 16,91 кв      | 4. у гр А     | 16,82        | 6 / 28 (29) |                      |              |        |

### Жене
| Атлетичарка                                                                                                   | Дисциплина       | Лични рекорд | Квалификације  | Квалификације | Полуфинале            | Полуфинале            | Финале                | Финале       | Детаљи |
| Атлетичарка                                                                                                   | Дисциплина       | Лични рекорд | Резултат       | Место         | Резултат              | Место                 | Резултат              | Место        | Детаљи |
| --- | ---------------- | ------------ | -------------- | ------------- | --------------------- | --------------------- | --------------------- | ------------ | ------ |
| Andreea Ogrăzeanu                                                                                             | 200 м            | 22,91        | 23,83          | 4. у гр. 3    | Није се квалификовала | Није се квалификовала | Није се квалификовала | 36 / 46 (50) |        |
| Бјанка Разор                                                                                                  | 400 м            | 51,82        | 51,51 КВ ЛР    | 6. у гр. 4    | 51,49 ЛР              | 4. у гр. 1            | Није се квалификовала | 13 / 35 (36) |        |
| Elena Mirela Lavric                                                                                           | 800 м            | 1:59,74      | 2:10,37        | 8. у гр. 4    | Нису се квалификовале | Нису се квалификовале | Нису се квалификовале | 36 / 46 (50) |        |
| Ioana Doagă                                                                                                   | 1.500 м          | 4:08,80      | 4:09,78        | 11. у гр. 3   | Нису се квалификовале | Нису се квалификовале | Нису се квалификовале | 26 / 37      |        |
| Анкута Бобокел                                                                                                | 3.000 м препреке | 9:46,98      | 9:35,78 кв ЛРС | 6. у гр. 2    |                       |                       | 9:53,35               | 13 / 27 (29) |        |
| Alina Andreea Panainte Elena Mirela Lavric2 Sanda Belgyan Бјанка Разор2 Аделина Пастор* Camelia Florina Gal** | 4 х 400 м        | 3:25,68 НР   | 3:29,62 КВ     | 2. у гр 3     | 3:28,40 НРС           | 7 / 16 (17)           |                       |              |        |
| Анка Хелтне                                                                                                   | Бацање кугле     | 19,08        | 17,76          | 8. у гр А     | Није се квалификовала | 15 / 29 (30)          |                       |              |        |
| Николета Грасу                                                                                                | Бацање диска     | 68,80        | 56,31          | 12. у гр Б    | Није се квалификовала | 22 / 26               |                       |              |        |
| Eliza Toader                                                                                                  | Бацање копља     | 60,80        | 55,76          | 11. у гр А    | Није се квалификовала | 25 / 27               | [ мртва веза ]        |              |        |
| Бјанка Перије                                                                                                 | Бацање кладива   | 73,52        | 71,32 кв ЛРС   | 7. у гр Б     | 71,25                 | 11 / 27               | [ мртва веза ]        |              |        |

- Атлетичарка означена једном звездом учествовала је у полуфиналу штафете
- Атлетичарка означена са две звезде била је резерва за штафету
- Атлетичарке означене бројевима, су учествовале у више дисциплина